# Budai Vigadó
A Budai Vigadó felépítésével Budapest vezetősége a 19. század utolsó évében a budai polgárok régi vágyát teljesítette. A Duna bal partján az 1849-ben Budáról rommá lőtt pesti „Redoute”, majd utódja, a Pesti Vigadó már régóta szolgálta a pestiek korabeli közművelődési igényeit, megfelelő helyet adva hangversenyeknek, táncmulatságoknak, nagyobb egyesületi összejöveteleknek. A pesti bérlési lehetőségek messze voltak, mivel az 1900-as évekig a Duna hatásosan választotta el a két városrészt, és a tömegközlekedés sem volt különösen gyors és kényelmes, így időszerűvé vált a budai oldal fejlesztése is. Az épületet 1900. január 20-án Halmos János polgármester adta át, a Budai Vigadó szép termeibe pedig a Duna mindkét oldalának úri társasága egybegyűlt.
Az eklektikus stílusú épület külső felújítása 2006–2007-ben készült el, majd 2015-ben elkezdődött az épület teljes körű rekonstrukciója. Az elkészült épületet Orbán Viktor miniszterelnök adta át 2018. október 4-én.

## Története
A 19. század végére a budai polgárok levélben kérvényezték a város alpolgármesterétől, Gerlóczy Károlytól, a Pesti Vigadóhoz hasonló palota építését Budán. A megépítés lehetősége 1894-ben jött el, amikor a magyar királyi kincstár képviseletében eljáró Fővárosi Közmunkák Tanácsa és Budapest székesfőváros a régi és már elavult laktanyaépületek átvételére fokozatosan lehetőséget kapott. A Fő utca, Corvin tér és Iskola utca sarkán állt katonai raktárépület fővárosi tulajdonba kerülése döntötte el a Budai Vigadó építésének helyét. Az épület terveinek elkészítésére nyilvános pályázatot írtak ki. Erre 12 pályaművet nyújtottak be, az első helyezést Kallina Mór és Árkay Aladár közös munkája nyerte el.

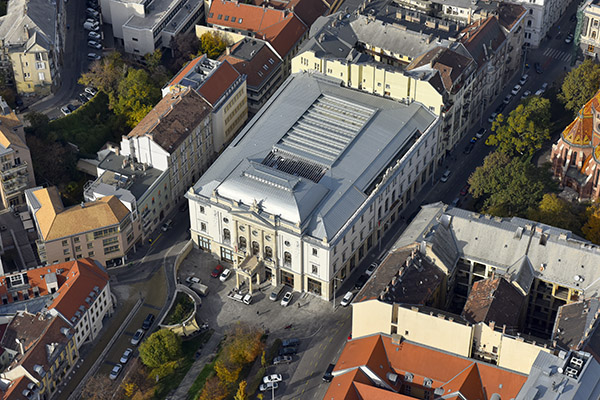
Budai Vigadó – légi fotó

Az ausztriai születésű Kallina, Prágában végezte el a műegyetemet, majd kezdetben Bécsben, aztán az 1870-es évektől kezdődően főképp Budapesten dolgozott, 1896-ban a vigadó tervezésekor 52 éves volt. Temesvári születésű fiatal vejével, az akkor 28 éves Árkay Aladárral készített közös tervének belső térkialakítását a pályázati kiírás alaposan megkötötte. A Budai Vigadóban többek között egy nagy, többfunkciós dísztermet (koncert- és bálterem egyben), vendéglátóipari helységeket, egyesületi célokat szolgáló tereket, lakóegységeket kellett tervezniük. Végül 1898 és 1900 között közadakozásból épült fel a Budai Vigadó, az építésekor tárták fel, hogy az ókorban a rómaiaknak volt itt temetőjük. Kevésbé ismert, hogy a Budai Vigadó tetőterében eredetileg a főpolgármester szolgálati lakása is helyt kapott, a várostól az építkezéshez adott támogatása fejében.
1900. január 20-án Halmos János polgármester adta át az épületet, január 30-án farsangi bállal avatták fel, amelynek fővédnöke Klotild főhercegasszony volt. Megnyitásától kezdődően a 350 négyzetméteres díszterme, valamint a hozzá kapcsolódó két empire stílusú kisterem és az emeleti étterem jótékonysági és farsangi báloknak, táncestélyeknek, hangversenyeknek volt otthona, de politikai gyűléseket és választásokat is rendeztek az épületben. A Budai Polgári Kör a kezdetektől egészen 1943-ig folyamatosan bérelt helyiséget az épületben, a Budai Könyvtár Egyesület nyilvános közkönyvtára is működött a Budai Vigadóban az I. világháborúig, majd ezután a Fővárosi Könyvtár – a későbbi Fővárosi Szabó Ervin Könyvtár –, a földszinti részén pedig üzlethelyiségek, borbély- és fodrászüzlet és cipészműhely is működött.
A második világháború közeledtével a főváros vezetése helyet szorított a háborús intézményeknek. Első lépésként feltehetően 1941-ben és 1942-ben, az épület első emeletének szobájában az Élelmiszerjegy-központ Elosztó Hivatala kezdett el működni. Végül a háború egyik áldozatává vált a Budai Vigadóban folytatott kulturális tevékenység egésze is. 

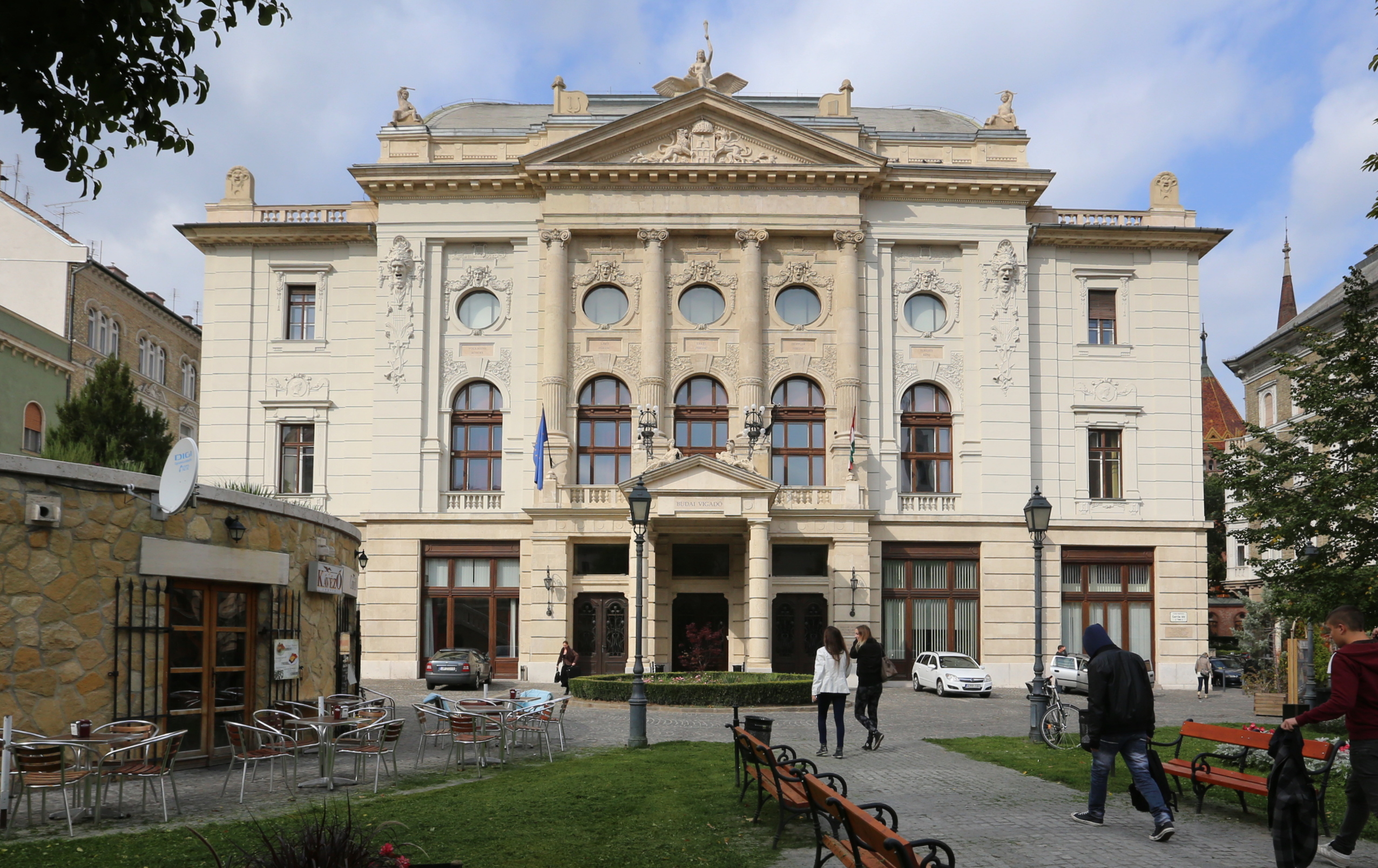
A Budai Vigadó épülete és előtere (2013)

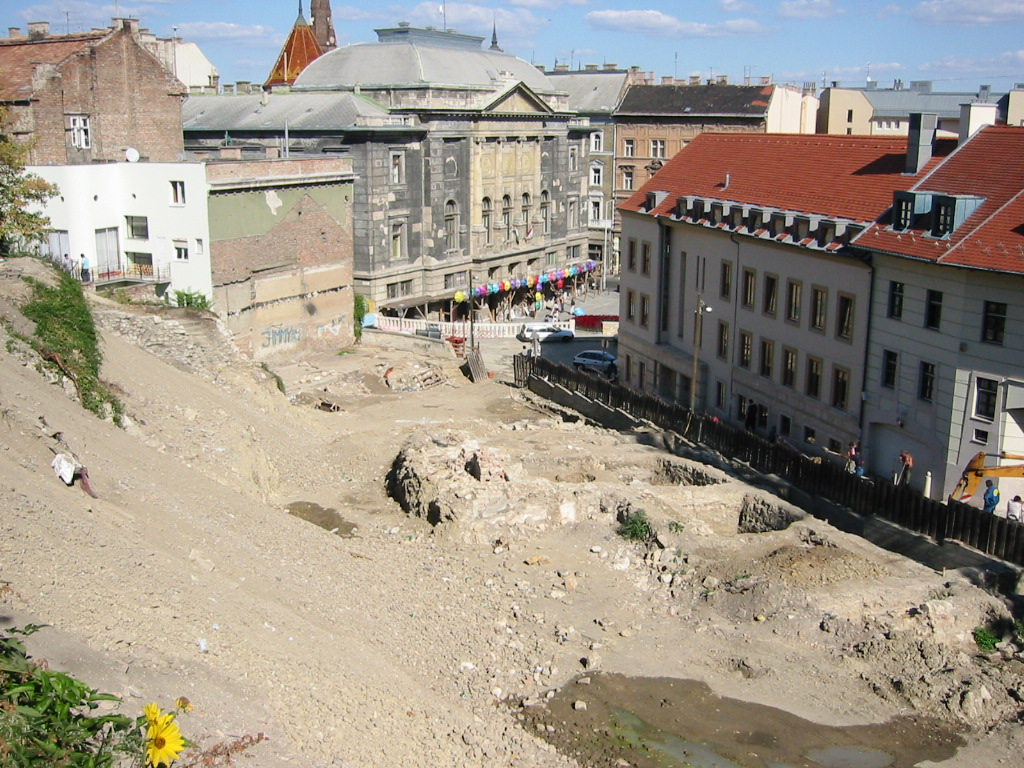
Az épület 2003-ban

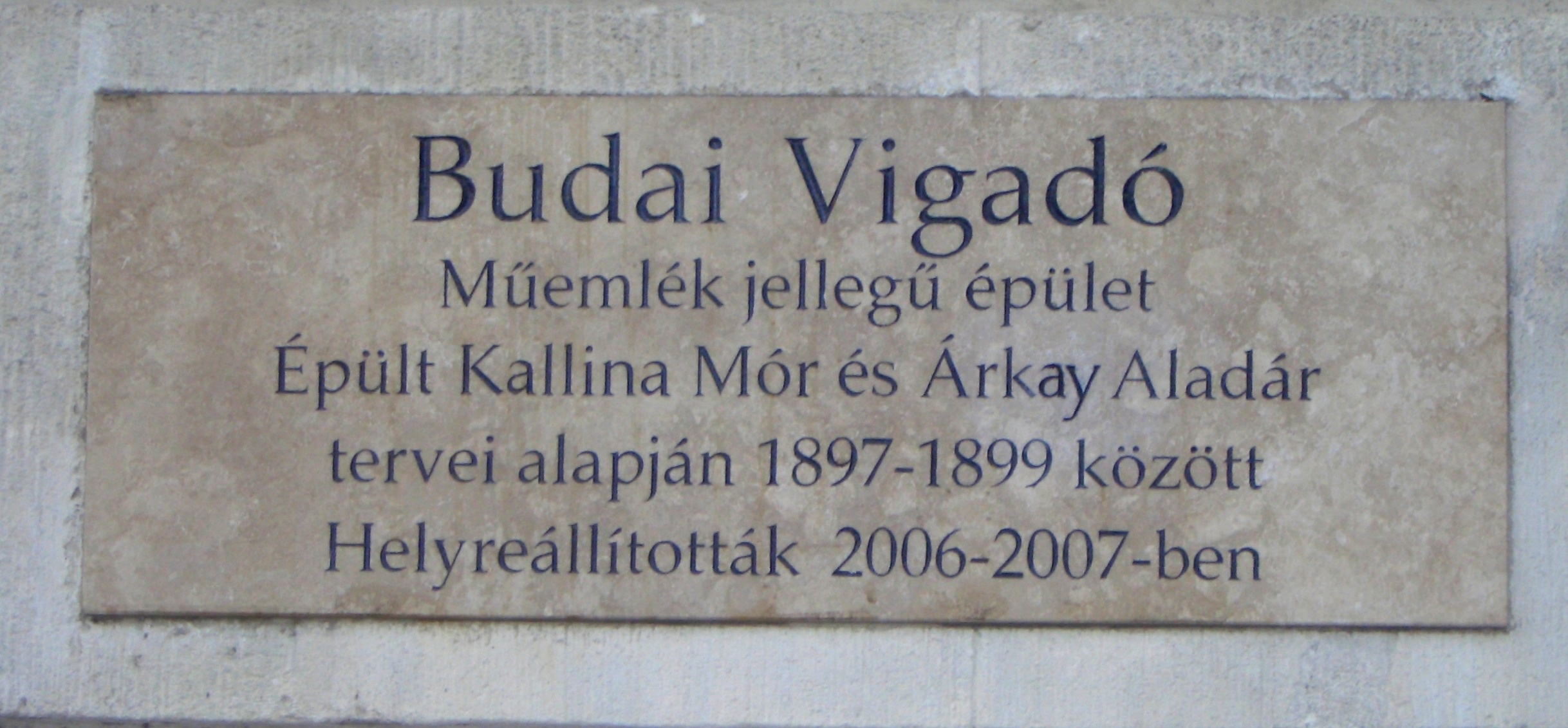
A helyreállításnak emléket állító plakett

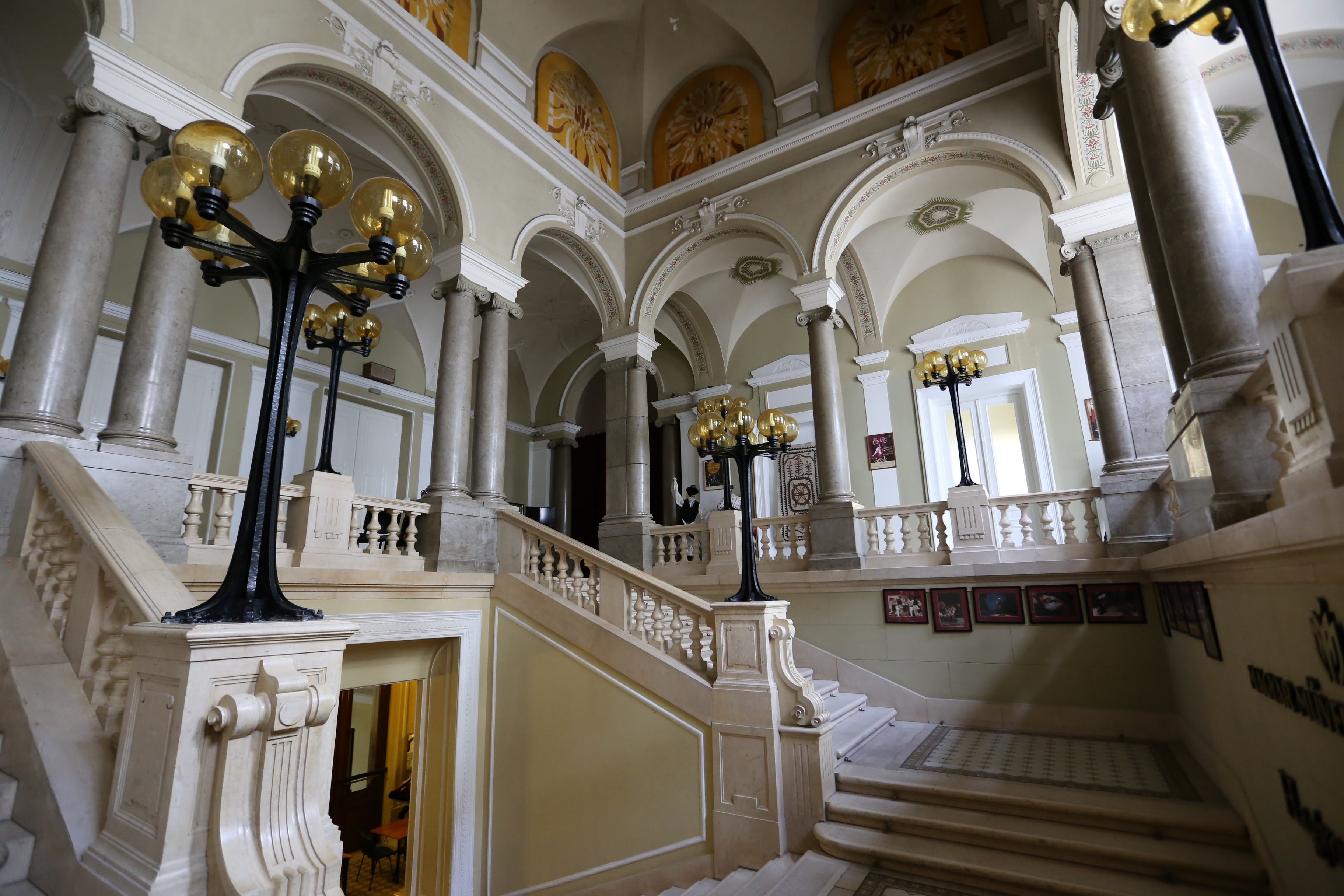
A Budai Vigadó lépcsőháza (2013)

A honvédelmi miniszter rendeletével létrehozott Országos Hadigondozó Hatóság honvédelmi célból ideiglenes használatra az épület egészét igénybe vette központi irodái számára, a Budai Vigadóban lévő bérlakások és a 2. emeleten működött II. kerületi Állami Anyakönyvi Hivatal helységei kivételével. Az épület 1945-ben, Budapest ostroma során súlyosan megrongálódott.
Az ostrom után pártmozit alakítottak ki a Budai Vigadóban, valamint a Független Kisgazda-, Földmunkás- és Polgári Párt (FGKP) bérelte az I. emeleti termeket, ezt követően az 1950-es évek elején a Népművészeti Intézet és a Magyar Állami Népi Együttes székhelye lett, az együttes többek között itt lépett fel évi 100-120 alkalommal.
2006–2007-ben készült el az épület külső felújítása. Pontos tervrajzok híján a feljegyzések és régi fényképek alapján igyekeztek helyreállítani eredeti pompájában.

## A Hagyományok Háza
A 2017–2018-as teljes körű rekonstrukció után az épületet 2018 szeptemberében átadták a nagyközönségnek, a felújítására mintegy 7,1 milliárd forint támogatást nyújtott az állam. 2018 októberében „Határtalan Táncfőváros” címmel négynapos ünnepséggel, táncelőadásokkal, táncházakkal, koncerttel, gyerekprogramokkal, kézműves workshopokkal, kiállításokkal nyílt meg a felújított Budai Vigadó. Mivel az épületben működő Hagyományok Háza Kárpát-medencei intézmény, a Magyar Állami Népi Együttes mellett határon túli együtteseket is meghívtak. „Barangolás a Budai Vigadóban” címmel, a Hagyományok Háza szervezésében, dr. Déry Attila Ybl-díjas építész, egyetemi magántanár vezetésével a megnyitást követően került sor az épület bejárására.
Az épület  kormányzati tulajdonban van,  termeinek nagy részében a Hagyományok Háza működik.

## Stílusa

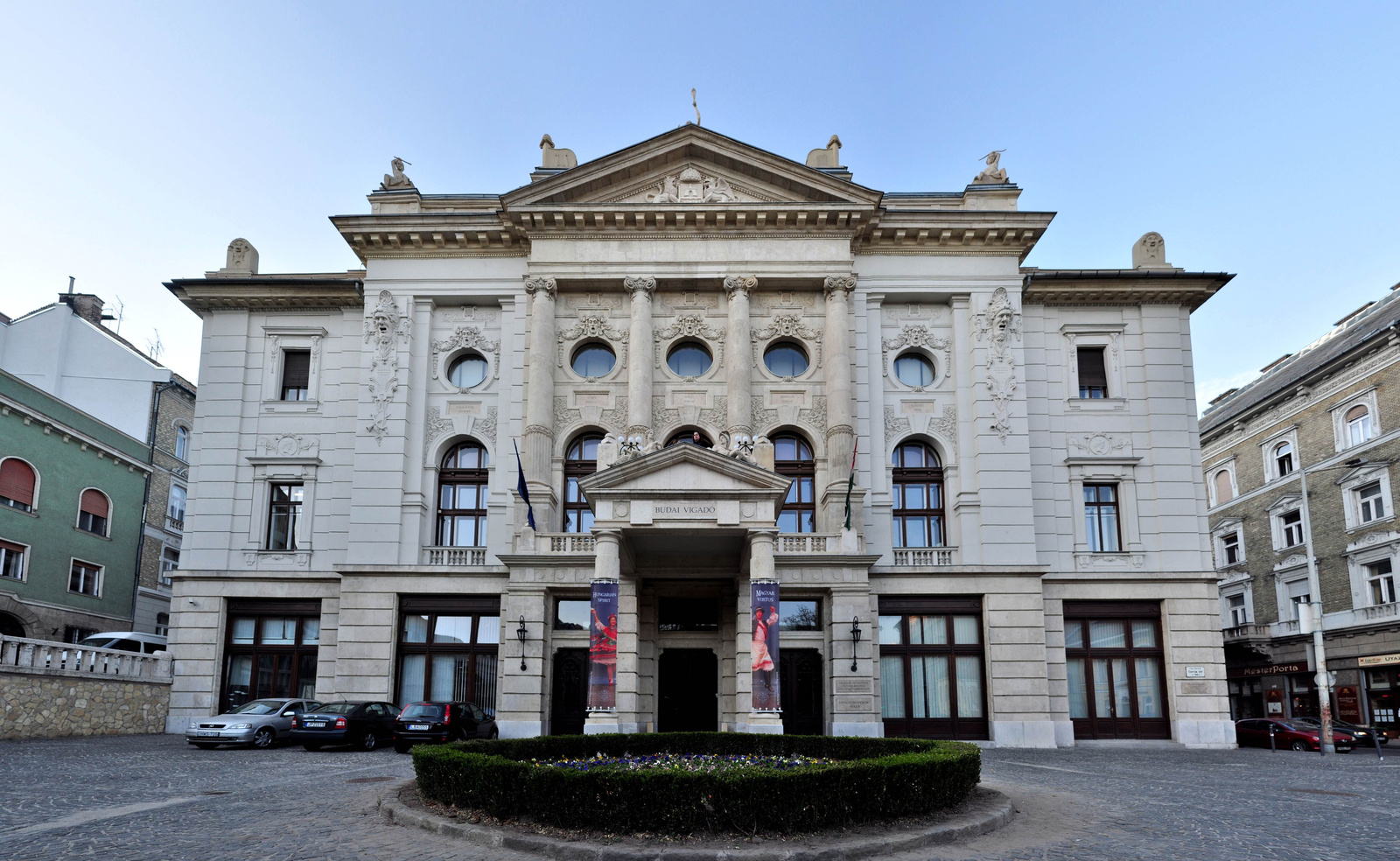
12221. számú műemlék, a Budai Vigadó homlokzata (2011)

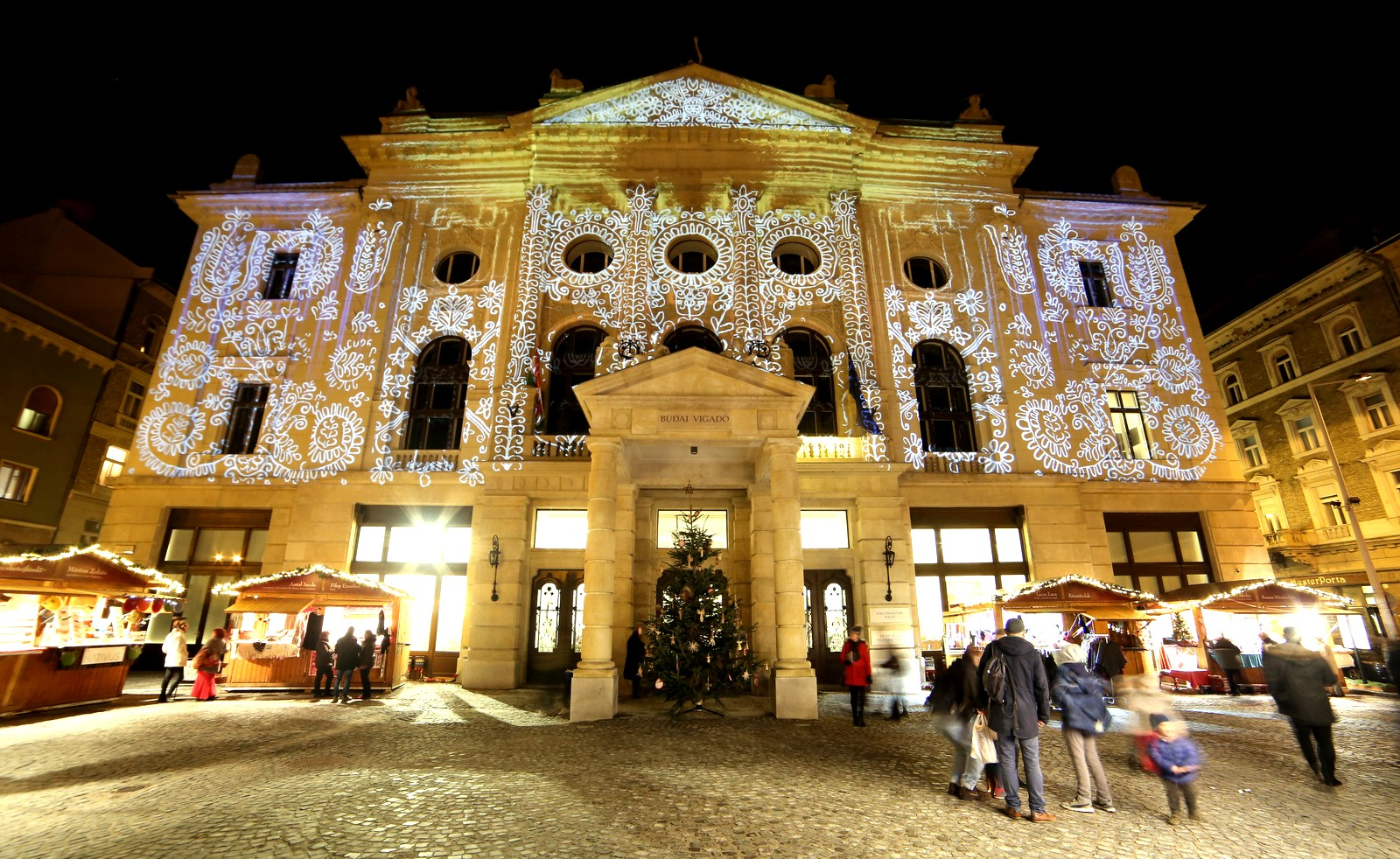
Ünnepi, adventi kivilágításban, 2018

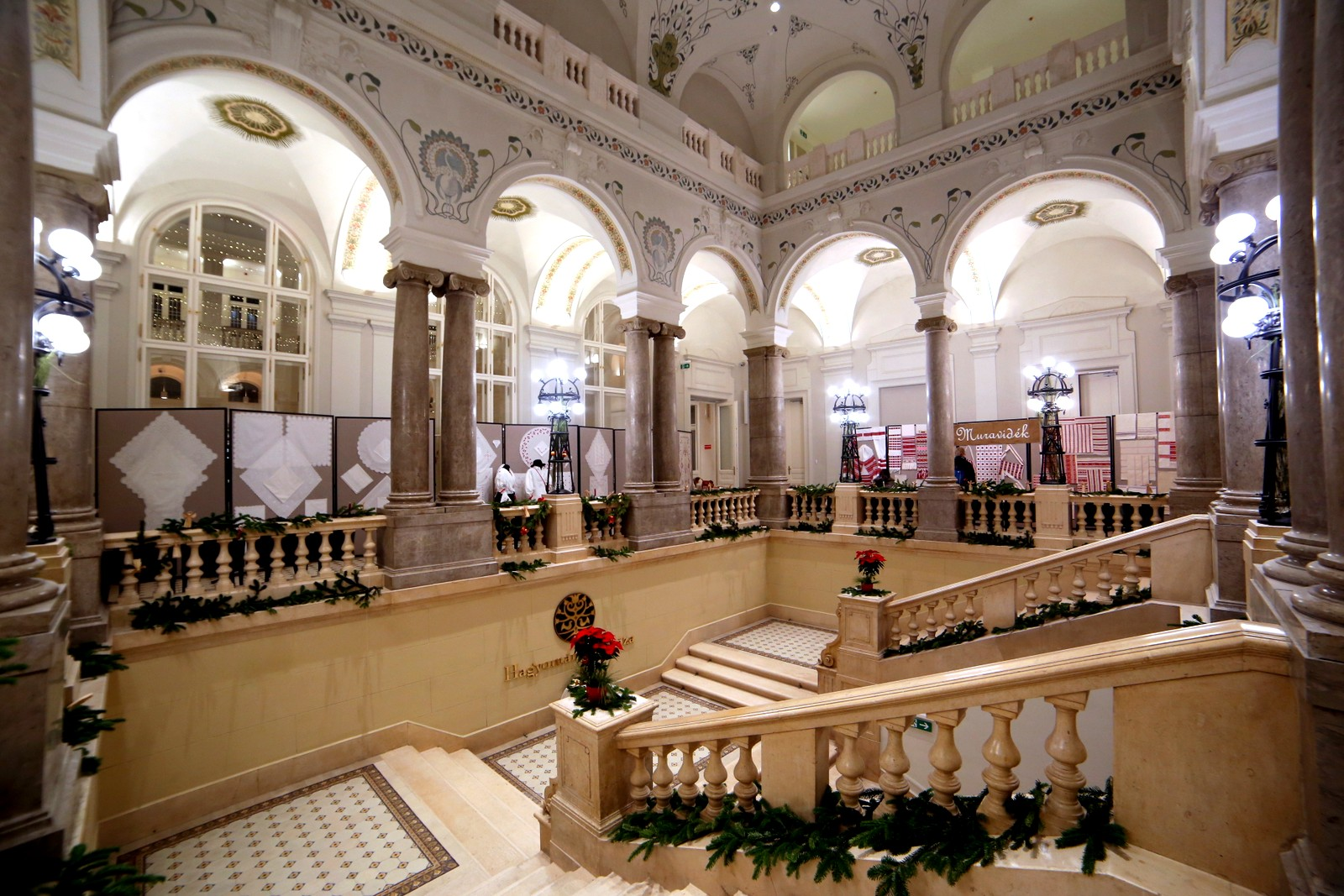
A felújított lépcsőház, 2018

Az épület homlokzatának kialakítása főként Kallina Mór hatását tükrözi. Külső része eklektikus, míg a belső rész szecessziós stílusban épült, hogy utóbbi kompenzálja a külső egyszerűségét. Impozáns előtér és széles, oszlopos márványlépcső fogadja a belépőt. A kor szokása szerint alkalmazott óriási falitükrök, a szecessziós díszítés és Pauli Erik freskói (az Est és a Reggel) ékesítik a belsőt. A színházterem szintjén, gazdagon díszített tágas előtér fogadta a vendégeket, a színházterem pedig 306 személyes lett. A dísztermet 270 izzó és három nagy ívlámpa világította meg.